# 梨園寮車站
梨園寮車站位於台灣嘉義縣梅山鄉，為林務局阿里山林業鐵路阿里山線之鐵路車站。

## 車站構造
- 左邊是辦公室，右邊是候車室，站房形式和獨立山站完全相同。

## 利用狀況
- 阿里山線（主線）的停靠站。

## 歷史
- 1912年10月1日：設站。

## 外部連結
- 梨園寮車站（阿里山林業鐵路） （页面存档备份，存于）